# ساو جواو دو بياوي
ساو جواو دو بياوي بلدية في ولاية بياوي في المنطقة الشمالية الشرقية من البرازيل.   